# Étienne de La Boétie
Étienne de La Boétie, eventualmente também referido como Estienne de La Boétie  (Sarlat-la-Canéda, 1 de novembro de 1530 – Germignan, comuna de Taillan-Médoc, 18 de agosto de 1563) foi um humanista e filósofo francês, contemporâneo e amigo de Michel de Montaigne (este que em seu ensaio "Sobre a Amizade" faz uma homenagem a La Boétie). Poucos anos antes de morrer, aos 32 anos, Étienne de La Boétie deixou em testamento seus escritos a Montaigne, o qual, mais tarde, destacou os méritos nos Ensaios e em várias cartas, apontando este autor como um importante homem daquele século.
Traduções de obras clássicas greco-romanas eram comuns entre os studia humanitatis, por isso entre os trabalhos de Étienne de La Boétie estão as traduções do grego para o francês de obras de Xenofonte e Plutarco — Étienne escreveu também algumas obras originais, a sua obra mais famosa é seu Discurso da Servidão Voluntária, escrita no século XVI, depois da derrota do povo francês contra o exército e fiscais do rei, que estabeleceram um novo imposto sobre o sal. A obra se mostra como uma espécie de hino à liberdade, com questionamentos sobre as causas da dominação de muitos por poucos, da indignação da opressão e das formas como vencê-las. Já no título aparece a contradição do termo servidão voluntária, pois como se pode servir de forma voluntária, isto é, sacrificando a própria liberdade de espontânea vontade? Na obra, o autor pergunta-se sobre a possibilidade de cidades inteiras submeterem-se à vontade de um só. De onde um só tira o poder para controlar todos? Isso só poderia acontecer mediante uma espécie de servidão voluntária. Ele afirma então que são os próprios homens que se fazem dominar, pois, caso quisessem sua liberdade de volta, precisariam apenas de se rebelar para consegui-la. Étienne afirma que é possível resistir à opressão, e ainda por cima sem recorrer à violência — segundo ele a tirania se destrói sozinha quando os indivíduos se recusam a consentir com sua própria escravidão. Como a autoridade constrói seu poder principalmente com a obediência consentida dos oprimidos, uma estratégia de resistência sem violência é possível, organizando coletivamente a recusa de obedecer ou colaborar.

## Discurso sobre a Servidão Voluntária
O Discurso da Servidão Voluntária, escrito em 1548 quando La Boétie tinha 18 anos, é uma crítica à legitimidade dos governantes, chamados por ele de “tiranos”. La Boétie explica de que maneira os povos podem se submeter voluntariamente ao governo de um só homem: em primeiro lugar, pelo hábito, uma vez que quem está acostumado à servidão tende a não questioná-la; em seguida, pela religião e pela superstição que se cria em torno da figura do líder. No entanto, não são apenas esses dois métodos os elementos necessários para criar a servidão voluntária: o segredo da dominação consiste em envolver o dominado na própria estrutura da dominação, a saber, uma pirâmide de poder: o tirano domina meia dúzia, essa meia dúzia domina seiscentos, esses seiscentos dominam seis mil, e abaixo desses seis mil vêm todos os outros. Para dominar a meia dúzia, ou seja, os seus cortesãos, o tirano atira-lhes migalhas, e estes, gratos, aceitam a submissão. Essa estrutura de domínio é repetida, então, nos demais níveis: a meia dúzia em relação aos seiscentos; os seiscentos em relação aos seis mil; os seis mil em relação a todos os outros. Para La Boétie, os que estão em volta do tirano são os menos livres de todos, pois, se as outras pessoas estão obrigadas a obedecer, esses, além disso, querem antecipar os desejos do tirano, escolhendo, com essa atitude, livremente a própria servidão. Portanto, os que estão na base da pirâmide, os camponeses e artesão, são, em certo sentido, mais livres e mais felizes, pois após obedecerem a uma ordem, podem gastar o resto do tempo com o que quiserem; já os cortesãos, por estarem próximos ao tirano, estão afastados dessa liberdade. O autor quer levar seus leitores a refletir sobre uma questão que está na base da política: o motivo que leva as pessoas a obedecerem. Concretamente, o que está por trás dessa questão é entender a causa que pode levar uma pessoa a abrir mão de sua própria liberdade, já que, para obtê-la, o homem precisa apenas desejá-la. Assim, a servidão voluntária, em La Boétie, se refere à perda do desejo de liberdade, uma vez que, “os homens, enquanto neles houver algo de humano, só se deixam subjugar se forem forçados ou enganados”. Para ele, é possível que os homens percam a liberdade pela força, mas o que surpreende é o fato de não lutarem para reconquistá-la. No livro, são descritos três tipos de tiranos: os que chegam ao poder pela eleição do povo, pela força ou pela sucessão de raça. Mas, independentemente da forma como o tirano tenha chegado ao poder, o que intriga é o fato de as pessoas continuarem a obedecê-lo mesmo quando prejudicadas por ele. O autor defende ainda a igualdade de todos os homens na dimensão políticaː “Uma coisa é claríssima na natureza, tão clara que a ninguém é permitido ser cego a tal respeito, e é o fato de a natureza, ministra de Deus e governanta dos homens, nos ter feito todos iguais, com igual forma, aparentemente num mesmo molde, de forma a que todos nos reconhecêssemos como companheiros ou mesmo irmãos”.

### Razões da servidão voluntária
La Boétie enumera três razões que levam o homem à servidão voluntária:
1. A primeira é ter nascido na servidão: O autor afirma que, embora a natureza tenha uma grande força sobre nós, muito mais forte do que ela é o costume. Portanto, “os homens são o que a educação faz de cada um”.[23] Em outras palavras, o autor descreve: “Assim é: os homens nascem sob o jugo, são criados na servidão, sem olharem para lá dela, limitam-se a viver como nasceram, nunca pensam ter outro direito nem outro bem senão o que encontraram ao nascer, aceitam como natural o estado que acharam à nascença”.[18]
2. A segunda razão é tornar-se “covarde e efeminado”[24] sob a tirania ou mistificar a figura do líder:[12] La Boétie diz que “com a perda da liberdade, perde-se imediatamente a valentia [...]. Perdem também a energia em todo o resto, têm o coração abatido e mole e não são capazes de grandes ações. Os tiranos o sabem e, à vista deste vício, fazem tudo para piorá-lo”.[25] Por isso, seduzem os povos através de jogos, de maneira que, “assim ludibriados [...], divertiam-se com o vão prazer que lhes passava diante dos olhos e habituavam-se a servir com simplicidade igual [...] à das crianças [...]”.[26] Além disso, o povo, por não ter acesso ao soberano, cria um “mistério[12]” em torno da sua figura que o faz respeitá-lo sem nunca tê-lo visto. Por isso, o autor acha estranho os súditos se encherem de respeito e de veneração pelos tiranos, como se estivessem sob “o efeito de um encanto ou magia[27]”, pois na verdade, “era o próprio povo que forjava as mentiras em que posteriormente acreditava”.[28]
3. A última, e talvez a mais importante razão, é a própria estrutura do poder, na qual “o tirano submete uns por intermédio dos outros”:[29] “Parece à primeira vista incrível, mas é a verdade. São sempre quatro ou cinco os que estão no segredo do tirano, são esses quatro ou cinco que sujeitam o povo à servidão. Sempre foi a uma escassa meia dúzia que o tirano deu ouvidos, foram sempre esses os que lograram aproximar-se dele ou ser por ele convocados, para serem cúmplices das suas crueldades, companheiros dos seus prazeres, alcoviteiros das suas lascívias e com ele beneficiários das rapinas. Tal é a influência deles sobre o caudilho que o povo tem de sofrer não só a maldade dele como também a deles. Essa meia dúzia tem ao seu serviço mais seiscentos que procedem com eles como eles procedem com o tirano. Abaixo destes seiscentos há seis mil devidamente ensinados a quem confiam ora o governo das províncias ora a administração do dinheiro, para que eles ocultem as suas avarezas e crueldades, para serem seus executores no momento combinado e praticarem tais malefícios que só à sombra deles podem sobreviver e não cair sob a alçada da lei e da justiça. E abaixo de todos estes vêm outros. Quem queira perder tempo a desenredar esta complexa meada descobrirá abaixo dos tais seis mil mais cem mil ou cem milhões agarrados à corda do tirano [...]”.[13]

### Maneiras de sair da servidão voluntária
Para La Boétie, no entanto, essa pirâmide de poder pode ser quebrada no momento em que o povo quiser se livrar dela. Para ele, é espantoso ver um número infinito de pessoas submetidas a um só, como se estivessem encantadas pelo nome deste, uma vez que não deviam temer o poder do tirano, nem mesmo confiar nas qualidades dele, pois os trata desumana e cruelmente. Para o autor, nem é preciso combater o tirano, nem se defender dele, pois “ele será destruído no dia em que o país se recuse a servi-lo. Não é necessário tirar-lhe nada, basta que ninguém lhe dê coisa alguma. Não é preciso que o país faça coisa alguma em favor de si próprio, basta que não faça nada contra si próprio. São, pois, os povos que se deixam oprimir, que tudo fazem para serem esmagados, pois deixariam de ser no dia em que deixassem de servir. É o povo que se escraviza, que se decapita, que, podendo escolher entre ser livre e ser escravo, se decide pela falta de liberdade e prefere o jugo, é ele que aceita o seu mal, que o procura por todos os meios”.

### Principais aspectos do livro
Os principais pontos que se pode destacar no “Discurso sobre a Servidão Voluntária” sãoː
1. O poder que um só homem exerce sobre os outros é ilegítimo;
2. A preferência pela república em detrimento da monarquia;
3. As crenças religiosas são frequentemente usadas pelas monarquias para manter o povo sob sujeição e jugo;
4. Etienne de La Boétie afirma no Discurso a liberdade e a igualdade de todos os homens na dimensão política;
5. Evidencia a força da opinião pública;
6. Repele todas as formas de demagogia;
7. Incursionando pioneiramente pelo que mais tarde ficará conhecido como psicologia de massas, informa da irracionalidade da servidão, desde o título provocativo da obra, indicada como uma espécie de vício, de doença coletiva.[32]

## Amizade na Política
No Discurso Sobre servidão voluntária, La Boétie apresenta as razões pelas quais os homens servem voluntariamente a um soberano — em detrimento de sua liberdade — e como é possível se libertar dessa servidão. Contudo essa obra não apresenta somente essas características. O filósofo também lança seu olhar sobre a estrutura em que se apoia um tirano para realizar essa empresa e faz certa descrição e qualificação dela. Um dos pontos que trata o autor é a respeito da questão dos relacionamentos afetivos que envolvem o tirano e aqueles que estão próximos, logo, que fazem parte da estrutura organizacional da manutenção do poder.

### O vínculo humano e a tirania.
La Boétie começa a análise sobre a questão dos relacionamentos na estrutura tirânica, citando um trio de pessoas integras e benquistas pelo tirano e que tiveram a oportunidade de conviver com ele — Sêneca, Burro e Trázeas. Segundo o autor, esses três homens de bem experimentaram de perto a pouca confiança que se pode colocar no tirano, todos eles tiveram uma morte cruel. A partir desses exemplos é possível perceber que para o filósofo um tirano não mantém nenhuma relação afetiva — seja de amor ou de amizade.
| “ | “Que amizade afinal, pode esperar-se daquele cujo coração é tão duro que odeia o próprio reino que em tudo lhe obedece? Que, por não conseguir fazer-se amar, se empobrece e destrói seu império?” | ” |

Mesmo os vínculos familiares, para La Boétie, não são fortes o suficiente a ponto de superar a estrutura de relação de poder na tirania. Ele dá o exemplo de Agripina, mãe de Nero, para apoiar sua proposição. Além da correlação afetiva peculiar que a conexão mãe-filho possui a matriarca ainda ajudou seu filho a alcançar o poder fazendo de tudo quanto lhe estava ao alcance para agradá-lo. Ainda assim, seu filho tirou-lhe a vida, ou seja, o poder para o tirano é superior ao amor filial. O filósofo também apresenta Cláudio e Messalina, como exemplo da falta de sensibilidade nas relações tirânicas. Este imperador que mesmo apaixonado, entregou aos carrascos sua amada. Esses exemplos levam o autor a proferir que “a simplicidade é uma crueldade de todos os Tiranos”. Isso porque eles não pensam duas vezes antes de lançar mão da sentença de morte para manter seus poderes. Está é também a causa da morte de muito dos tiranos por seus favoritos, quando estes descobrem a natureza da soberania. E leva La Boétie a atestar que:
| “ | “ A verdade é que o tirano nunca é amado e nem ama” | ” |

### A amizade como contrapoder
Depois de argumentar o porquê do tirano não manter relações afetivas, La Boétie expressa aquilo que ele entende por amizade. Assim o autor pode fazer a diferenciação sobre o que é uma relação de amizade da relação que o tirano tem com seus subordinados e pessoas próximas. Ele inicia sua reflexão dando uma definição da amizade:
| “ | “A amizade é uma palavra sagrada, é uma coisa santa e só pode existir entre pessoas de bem, só se mantém quando há estima mútua; conserva-se não tanto pelos benefícios quanto por uma vida de bondade.” | ” |

Por essa definição, é possível notar as razões pelas quais o tirano não pode manter esse tipo de relação com as pessoas que estão próximas. Visto que, segundo o autor, a amizade só se mantém quando há estima mútua, assim a tirania não poderá sustentar a relação, já que ela somente visa o próprio poder — conforme os exemplos citados acima. Além disso, o filósofo diz que não se conserva tanto pelos benefícios, que é o oposto se opõe à tirania já que ela se conserva unicamente pelos benefícios. Por isso parece simples ao poderoso matar até aqueles mais íntimos, desde que isso seja benéfico para a sua conservação.
Outro motivo elencando pelo filósofo ele profere quando escreve o motivo pelo qual um amigo pode confiar em outro amigo. Segundo La Boétie, a confiança na amizade só é possível quando as partes: conhecem a integridade do outro; pela forma como ocorre a correspondência entre elas; possuem um bom caráter; têm fé; e são constantes. Isso se opõe radicalmente ao tipo de trato na tirania em que o tirano: Não pode deixar-se conhecer integralmente; não corresponde de maneira igual ao que foi tratado; não possui um bom caráter; não confia em ninguém; e é inconstante. Etienne de La Boétie continua escrevendo que não se pode haver amizade onde existe, crueldade, deslealdade e injustiça. A amizade não cabe aos maus porque eles só estão reunidos para conspirar e não para fraternizar. Mesmo que não fosse assim, segue o autor, seria difícil achar um tirano de amor firme, porque na tirania é constituída uma hierarquia em que no nível maior só existe uma posição. Desta maneira quem exerce a função ditatorial não possui nenhum igual — é senhor de todos — e a amizade precisa de certa equidade. Tanto que o pensador francês escreve que há maior confiança entre os ladrões, no dividir dos bens que roubam. Justamente porque são todos pares e se não há amor entre eles a pelo menos o temor e a desconfiança, fazendo com que a união do bando seja necessária para que eles sejam mais fortes. Enquanto a única lei do autocrata é a sua vontade.

### Amizade na tirania
Assim La Boétie afirma que aqueles que estão ao redor do tirano não gozam de sua amizade — já que não há possibilidade de fraternidade na tirania – e sim estão próximos de olho em suas riquezas. Estes ficam deslumbrados com a suntuosidade e com tanto esplendor que possui o soberano a ponto de colocarem em perigo a própria vida. O filósofo cita a história do Sátiro que deslumbrado pelo lume aceso de Prometeu se queimou ao chegar perto. Usa desse exemplo como analogia daquilo que acontece aos tantos que estão próximos ao autocrata.

## Relações entre a servidão voluntária, a sociologia e a contemporaneidade
Étienne de La Boétie (1530-1563), destaca em seu livro Discurso sobre a servidão voluntária o segredo da tirania que se fixa em uma estrutura que estabelece um encadeamento de relações entre camadas sociais. Ele também apresenta as principais causas da servidão, entre elas está o costume. Este, conforme descreve La Boétie, diz respeito àqueles que nascem sob o jugo da servidão, eles “servem sem esforço e fazem de boa mente o que seus antepassados tinham feito por obrigação [...] aceitam como natural o estado que acharam à nascença”. Assim, o costume resultaria para os homens em um engano sobre a sua natureza, que é a liberdade, o que faz com que eles aceitem sua condição já que nunca lhes foi mostrado como é a liberdade.
Essa condição servil se mantém, então, por um esquema tirano que envolve toda a sociedade. Nesse contexto, o poder do tirano não é apenas coercitivo, mas envolve relações de concessão entre o tirano e uma camada dominante. Para o autor há uma cadeia escondida no poder do rei,
| “ | São sempre quatro ou cinco os que estão no segredo do tirano, são esses quatro ou cinco que sujeitam o povo à servidão. [...] Essa meia dúzia tem ao seu serviço mais seiscentos que procedem com eles como eles procedem com o tirano. Abaixo destes seiscentos há seis mil devidamente ensinados a quem confiam ora o governo das províncias ora a administração do dinheiro, para que eles ocultem as suas avarezas e crueldades, para serem seus executores no momento combinado e praticarem tais malefícios que só à sombra deles podem sobreviver e não cair sob a alçada da lei e da justiça. E abaixo de todos estes vêm outros. | ” |

Pode-se perceber que uma mesma estrutura tirânica se reproduz em cada nível e, dessa forma, o tirano submete uns por meio de outros, nessa estrutura cada um esconde a sua relação, entretanto, todos estão ligados em uma “corda” que distribui favores, ganhos e lucros e que apaga a liberdade. Ou seja, a tirania aparece como vantajosa a muitos a tal ponto que chega a ser preferível à liberdade.

### Durkheim e as crenças sociais
La Boétie foi um filósofo do século XVI, entretanto é possível observar que ele já identificava estruturas sociais, as quais passaram a ter uma disciplina própria só no século XIX. Émile Durkheim, foi um sociólogo francês que dedicou os seus estudos à delimitação da sociologia como disciplina. Para ele, a sociologia constitui a ciência das instituições, ou seja, ela estuda as “crenças e modos de comportamento instituídos pela coletividade”. Para auxiliar os estudos dessa nova disciplina, o autor criou o conceito de fato social, que consiste em modos de agir, pensar e sentir externos ao indivíduo, que possuem três características principais: a generalidade, a externalidade e a coercitividade.
Sendo assim, o costume de que fala La Boétie pode ser entendido como o próprio fato social, ou seja, ele é geral, pois abrange todos os indivíduos daquela sociedade. Ele é externo, pois é uma situação que já existia antes de eles nascerem e que não é inerente de uma natureza humana. E ele é coercitivo, já que obriga a todos uma forma de agir específica. Da mesma forma, a estrutura tirânica descrita pelo autor, constitui uma estrutura social, criada de forma coletiva que se enquadra no conceito de fato social.
Por se tratar de um fato social, é de se esperar que estruturas como essas continuem a existir nas sociedades independentes da época, ainda que em diferentes formas, já que é algo que está além do indivíduo e é inerente ao convívio social.

### Marx e a perda da liberdade para as mercadorias
Nesse sentido, é possível pensar a sociedade contemporânea e as restrições a liberdade que ocorrem em decorrência de uma estrutura social. Um exemplo são os estudos de Karl Marx (1818-1883) sobre o capitalismo, em seu livro O capital esse autor expõe o tipo de relação que os seres humanos estabeleceram com a mercadoria no contexto do capitalismo.
Para o autor, a mercadoria, quando é valor de uso não possui mistérios, pois satisfaz necessidades humanas e é produto do trabalho humano. Nesse sentido, é o homem que por meio das suas atividades altera as matérias-primas em algo que lhe seja útil. Entretanto, o seu papel enigmático se apresenta quando o objeto construído aparece como mercadoria, o enigma que ela encerra está contido na sua própria forma, ou seja, “a igualdade dos trabalhos humanos assume a forma material da igual objetividade de valor dos produtos do trabalho”.
Assim o caráter misterioso da mercadoria aparece, pois ela reflete aos homens o caráter social de seu próprio trabalho como caráter objetivo dos produtos do trabalho, de forma que o produto deixa de ser percebido como fruto do trabalho para ser percebido objetivamente, como se carregasse determinações de valor intrínsecas a uma natureza própria. Com isso, a relação social entre os produtores é tratada como uma relação entre objetos. O aparecimento das coisas como figuras independentes que se relacionam umas com as outras e com os homens, é o que configura o caráter fetichista da mercadoria.
Nesse contexto, o que interessa na prática é a proporcionalidade entre os produtos trocados, como se os valores dos produtos variassem independentemente da ação daqueles que realizam a troca. A determinação de preços monetários e a forma dinheiro contribuem para obscurecer ainda mais o caráter social dos trabalhos e as relações sociais estabelecidas entre eles, pois que atuam na forma de coisas naturais dotadas de propriedades sociais. O contrário ocorria no sistema feudal, pois a dependência pessoal a que estavam submetidos os homens levava a uma relação social e direta feita entre os trabalhos e seus produtos. Nesses casos, as relações entre os homens com os seus trabalhos e seus produtos permaneciam transparentes e simples tanto na produção quanto na distribuição. Mas para uma sociedade de produtores de mercadorias “o processo de produção domina os homens, consideradas por sua consciência burguesa como uma necessidade natural evidente”.
Sendo assim, constitui o pensamento de Marx perceber um tratamento da mercadoria como algo objetivo, enquanto que na verdade o valor original dos produtos estaria no próprio trabalho humano. A consequência desse caráter fetichista é que a desvalorização do mundo humano aumenta em proporção direta da valorização do mundo das coisas, de forma que o trabalhador se torna escravo do objeto. Dessa forma, aquilo que é encarnado como produto do trabalho deixa de ser do trabalhador e as relações humanas tendem a reduzir-se ao mecanismo de mercado.
Portanto, pode-se perceber que se para La Boétie a preocupação era a perda da liberdade para uma situação de servidão, em um contexto mais atual, como o estudado por Marx, a preocupação é a perda da liberdade para as mercadorias. Em decorrência do surgimento delas, é criada toda uma estrutura de produção e consumo da qual os seres humanos participam, pois para esses homens a compra configura o objetivo principal, entretanto para alcançarem esse objetivo se submetem a essa relação entre objetos e a uma vida que depende do trabalho, abrindo mão de sua liberdade. Isso acontecia de forma similar com os súditos, pois eles se submetiam ao tirano e aos seus caprichos na busca por vantagens, conforme descreveu La Boétie.

## Obras publicadas

### Em português
- LA BOÉTIE, Étienne de. Discurso sobre a servidão voluntária, Tradução de J. Cretella Jr. e Agnes Cretella. 2ª ed. rev. da tradução. São Paulo: Revista dos Tribunais (RT textos fundamentais; v. 8), 2009. ISBN 978-85-203-3456-0 (volume 8)
- LA BOÉTIE, Étienne de. Discurso Sobre a Servidão Voluntária. L.C.C. Publicações Eletrônicas, 2006. Disponível em: miniweb.com.brf Acesso em: 13 de dezembro de 2017.

### Em francês (publicações originais)
- Œuvres complètes, publiées avec notice biographique, publicadas com nota biográfica, variantes, notas e índice por Paul Bonnefon, Bordeaux e Paris, 1892 (reimpressão Slatkine).
- Œuvres complètes, William Blake & Co., 1991 ISBN 978-2-905810-60-1.
  - Mémoire touchant l'Édit de janvier 1562,.
- Discours de la servitude volontaire ou Contr’un, Genève, Droz, 1987
- Discours de la servitude volontaire, Paris, Mille et Une Nuits, 1997 ISBN 978-2-910233-94-5
- Discours de la servitude volontaire, Paris, Flammarion, 1993 ISBN 978-2-08-070394-1
- Discours de la servitude volontaire, Paris, Payot, coll. « Petite bibliothèque », 2002 (duas versões do texto + estudos complementares (Abensour, Clastres, Lefort...) ISBN 978-2-228-89669-6
- « Étienne de La Boétie, On Voluntary SeIVitude (1552) », dans Robert Graham, Anarchism : A Documentary History of Libertarian Ideas - Volume I - From Anarchy to Anarchism (300 CE to 1939), Montréal/New-York/London, Black Rose Book, 2005, page 4

## Galeria

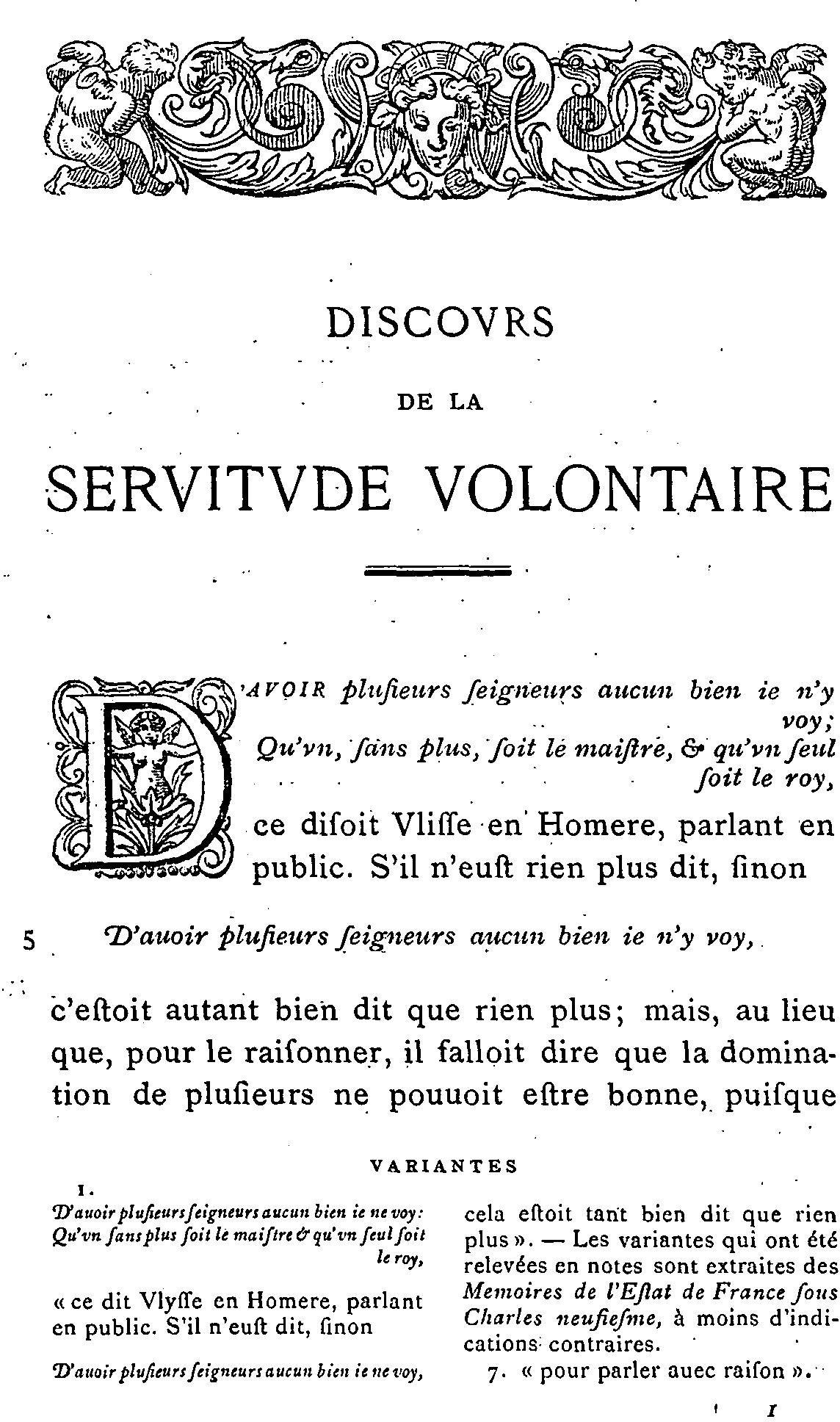
Discours de la servitude volontaire
- Œuvres complètes (Obras completas), 1892
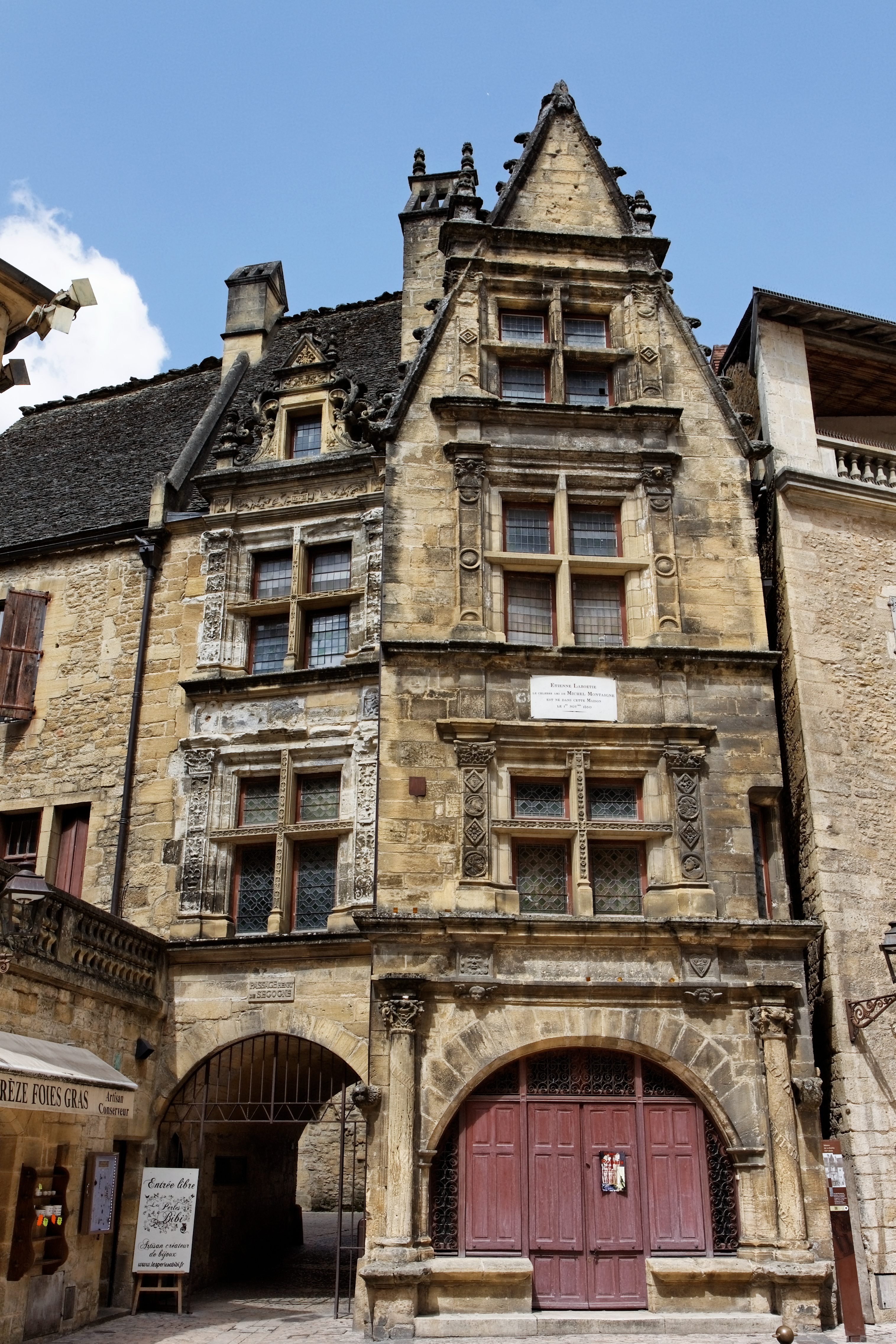
A casa de La Boétie em Sarlat
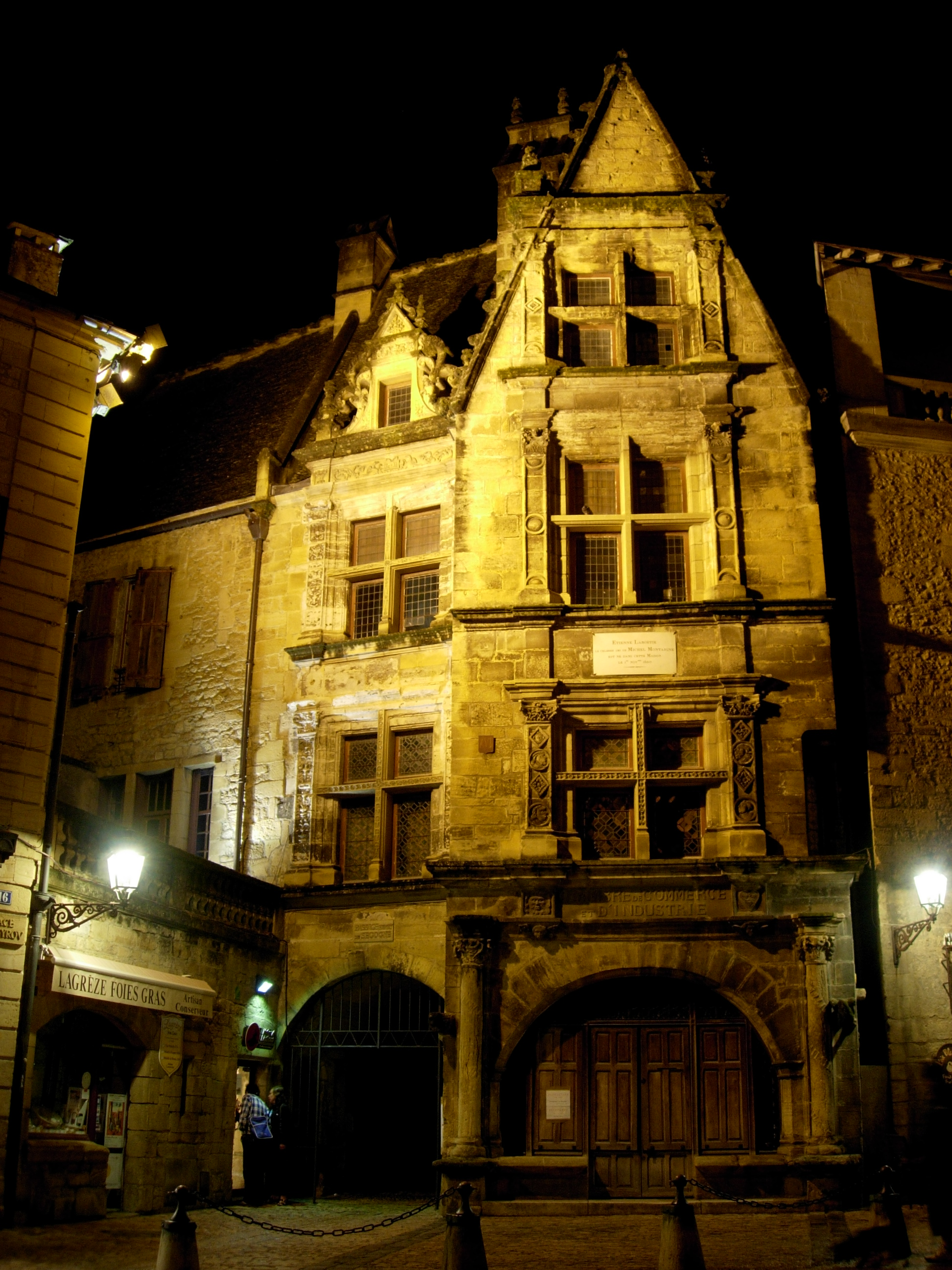
Local de nascimento de La Boétie